# 5,5-метровый R-класс
5,5-метровый R-класс (англ. International 5.5 Metre Class) — класс гоночных парусных яхт. Яхта класса была спроектирована как гоночная килевая лодка, обладающая высокими техническими характеристиками и требующая спортивного мастерства. Целью конструкторов было сделать лодку, схожую с яхтами 6-метровый R-класса, но обладающую за счёт уменьшения длины, более низкой стоимостью.

## Обмерная формула
Яхта не является монотипом, и проектируется согласно обмерной формуле. В 2006 году обмерная формула, определённая Правилами класса:
{\displaystyle 5.500{\mbox{ metres}}\geq 0.9\cdot \left({\frac {L\cdot {\sqrt[{2}]{S}}}{12\cdot {\sqrt[{3}]{D}}}}+{\frac {L\cdot {\sqrt[{2}]{S}}}{4}}\right)}
где
- {\displaystyle L} = длина в метрах
- {\displaystyle S} = площадь парусов в квадратных метрах
- {\displaystyle D} = водоизмещение в кубических метрах

## История класса
Первые лодки класса 5,5 метров были построены в 1949 году. Класс быстро завоевал популярность и уже в 1952 году был включён в программу Олимпийских игр по парусному спорту. Соревнования в данном классе проводились на протяжении пяти игр подряд до 1968 года включительно. После 1968 года класс был заменён на гоночный килевой монотип класса «Солинг».
Также с 1953 года на яхтах данного класса стал разыгрываться Scandinavian Gold Cup.
Наивысшее достижение советских яхтсменов в этом классе: серебряная медаль первого чемпионата Европы 1968 года (рулевой — Константин Александров). 
В настоящее время в Австралии, США, многих странах Европы идёт активное возрождение класса. Проводятся чемпионаты мира и несколько крупных регат.